# Dungi de tigru (Enceladus)

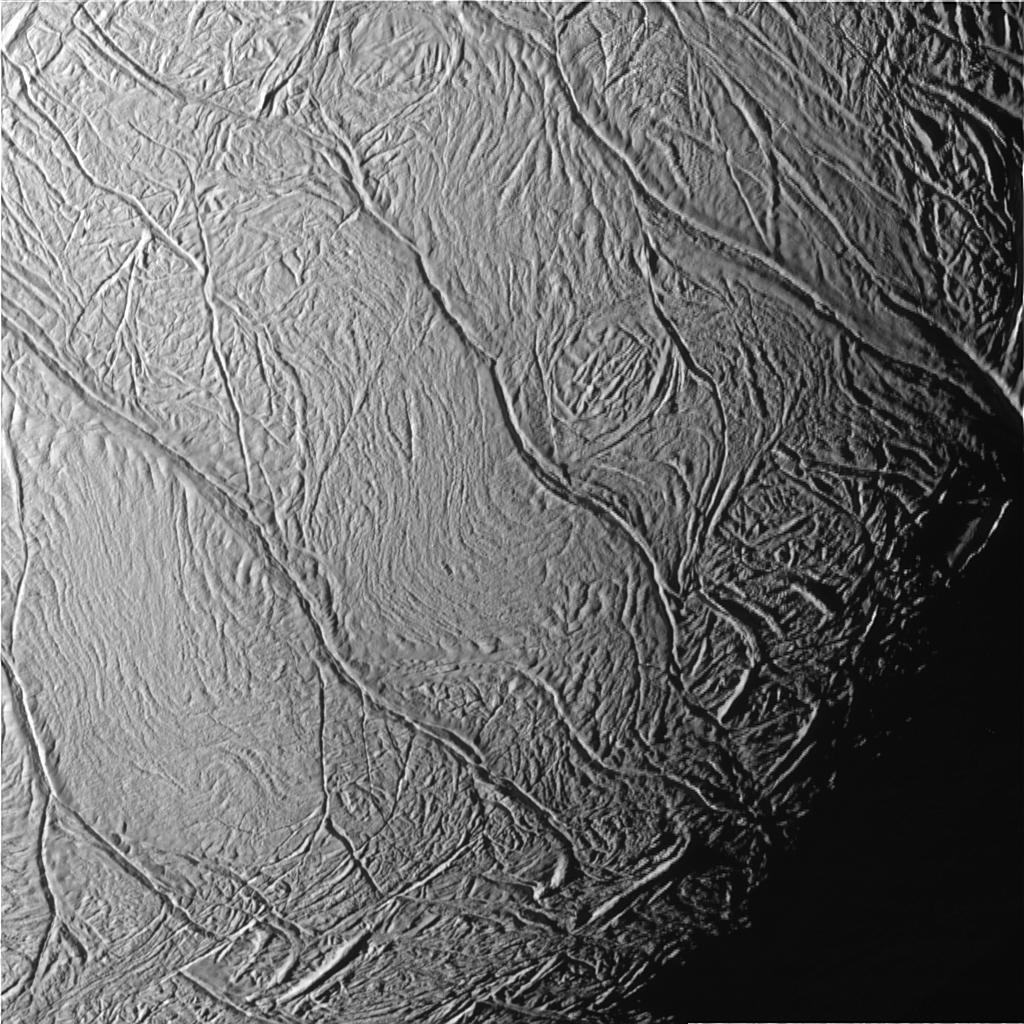
Vedere Cassini a polului sud al lui Enceladus. Dungile de tigru, de la stânga jos la dreapta sus, sunt Damascus, Baghdad, Cairo, Alexandria și Camphor sulci.

Dungile de tigru ale lui Enceladus constau din patru depresiuni liniare sub-paralele în regiunea polară de sud a satelitului Saturnian.  Observate pentru prima dată pe 20 mai 2005 de camera Imaging Science Sub-system (ISS) a sondei spațiale Cassini (deși văzute oblic în timpul unui zbor timpuriu), formele de relief sunt cele mai notabile în imaginile cu rezoluție mai mică prin contrastul lor de luminozitate față de terenul înconjurător.  Observații cu rezoluție mai mare au fost obținute de diferitele instrumente ale lui Cassini în timpul unui zbor apropiat al lui Enceladus pe 14 iulie 2005. Aceste observații au arătat că dungile de tigru sunt creste joase cu o fractură centrală. Observațiile de la instrumentul spectrometrului infraroșu compozit (CIRS) au arătat că dungile de tigru au temperaturi ridicate la suprafață, ceea ce indică criovulcanismul actual de pe Enceladus centrat pe dungile de tigru. 

## Nume
Numele dungi de tigru este un termen neoficial dat acestor patru forme de relief pe baza albedo-ului lor distinctiv. Sulci enceladeeni (brazde și creste subparalele), precum Samarkand Sulci și Harran Sulci, au fost denumiți după orașele sau țările menționate în Nopțile Arabe. În consecință, în noiembrie 2006, dungile de tigru au primit numele oficiale Alexandria Sulcus, Cairo Sulcus, Bagdad Sulcus și Damascus Sulcus (Camphor Sulcus este o trăsătură mai mică care se ramifică din Alexandria Sulcus).  Baghdad și Damascus sulci sunt cele mai active, în timp ce Alexandria Sulcus este cea mai puțin activă.

## Aspect și geologie

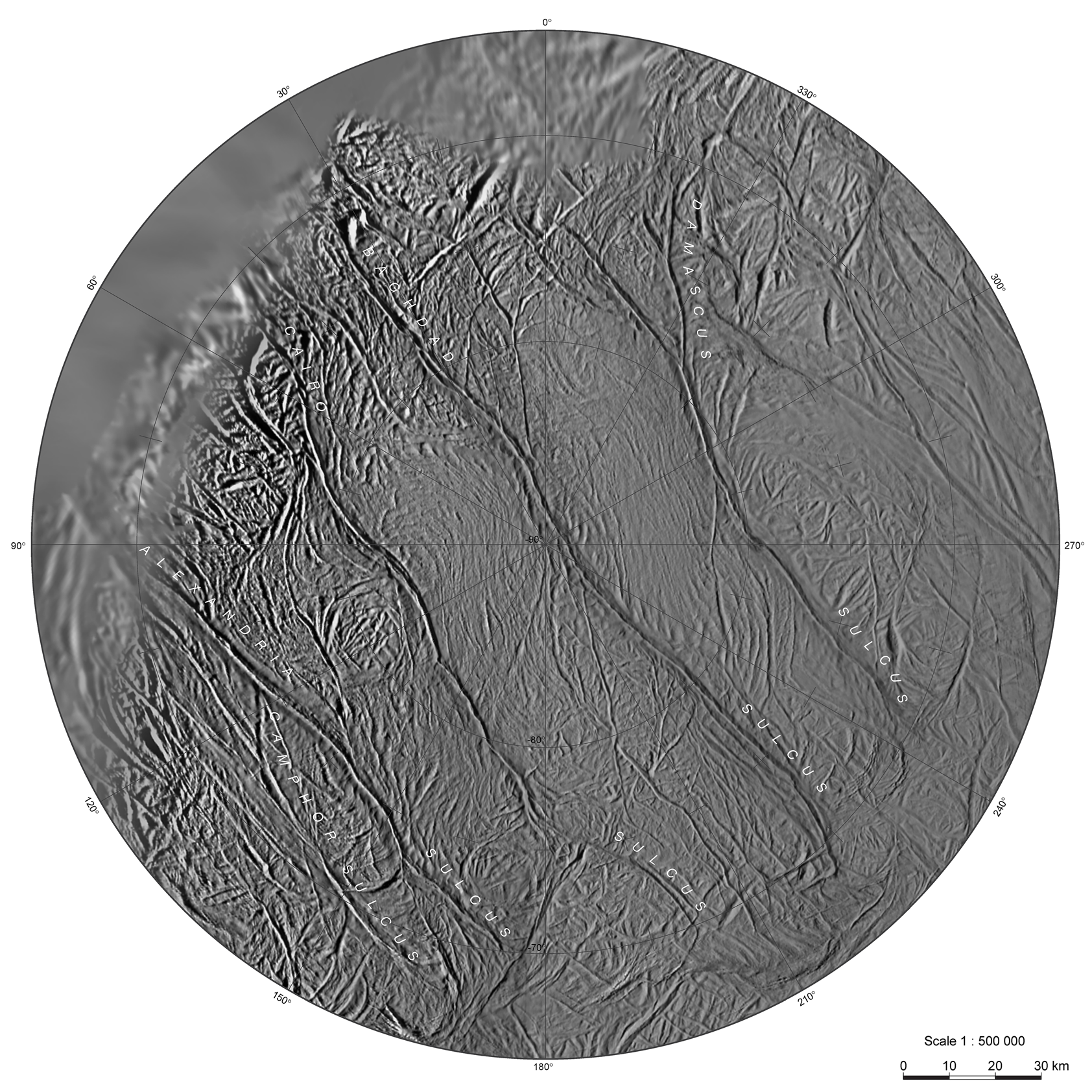
Hartă compusă a emisferei sudice a lui Enceladus (2007)

Imaginile de la camera ISS de la bordul lui Cassini au dezvăluit că cele 4 dungi de tigru sunt o serie de depresiuni subparalele, liniare, flancate pe fiecare parte de culmi joase. În medie, fiecare depresiune a dungii de tigru are 130 de kilometri lungime, 2 kilometri lățime și 500 de metri adâncime. Culmile de flancare au, în medie, 100 de metri înălțime și 2–4 kilometri lățime. Având în vedere aspectul lor și amplasarea lor geologică într-o regiune puternic deformată tectonic, dungile de tigru sunt probabil fracturi tectonice. Cu toate acestea, corelația lor cu căldura internă și un val mare de vapori de apă sugerează că dungile de tigru ar putea fi rezultatul fisurilor din litosfera lui Enceladus. Dungile sunt distanțate la aproximativ 35 de kilometri. Capetele fiecăreiă diferă ca aspect între emisfera anti-saturniană și emisfera sub-saturniană. Pe emisfera anti-saturniană, dungile se termină în coturi în formă de cârlig, în timp ce vârfurile sub-saturniene se bifurcă dendritic. 
Nu a fost găsit practic niciun crater pe sau în apropierea dungilor de tigru, ceea ce sugerează o vârstă foarte tânără a suprafeței. Estimările vârstei suprafeței bazate pe numărarea craterelor au dat o vârstă de 4-100 de milioane de ani presupunând un flux de crater asemănător cu cel lunar și 0,5-1 milioane de ani presupunând un flux de cratere constant. 

## Compoziție
Un alt aspect care distinge dungile de tigru de restul suprafeței lui Enceladus este compoziția lor neobișnuită. Aproape întreaga suprafață a lui Enceladus este acoperită de o pătură de gheață cu granulație fină. Crestele care înconjoară dungile de tigru sunt adesea acoperite de gheață cristalină cu granulație mare.  Acest material apare întunecat în filtrul IR3 al camerei Cassini (lungimea de undă centrală de 930 nanometri), dând dungilor de tigru un aspect întunecat în imaginile cu filtru clar și un aspect albastru-verde în imaginile în culoare falsă,ultraviolet apropiat, verzi, în infraroșu apropiat.Visual and Infrared Mapping Spectrometer (VIMS) a detectat, de asemenea, gheață de dioxid de carbon și substanțe organice simple prinse în dungile de tigru.  Material organic simplu nu a fost detectat nicăieri altundeva pe suprafața lui Enceladus.
Detectarea gheții cristalină de-a lungul dungilor de tigru oferă, de asemenea, o constrângere a vârstei. Gheața cristalină își pierde treptat structura cristalină după ce a fost răcită și supusă mediului magnetosferic saturnian. Se crede că o astfel de transformare în gheață cu granulație mai fină, amorfă, va dura de la câteva decenii până la o mie de ani. 

## Criovulcanism

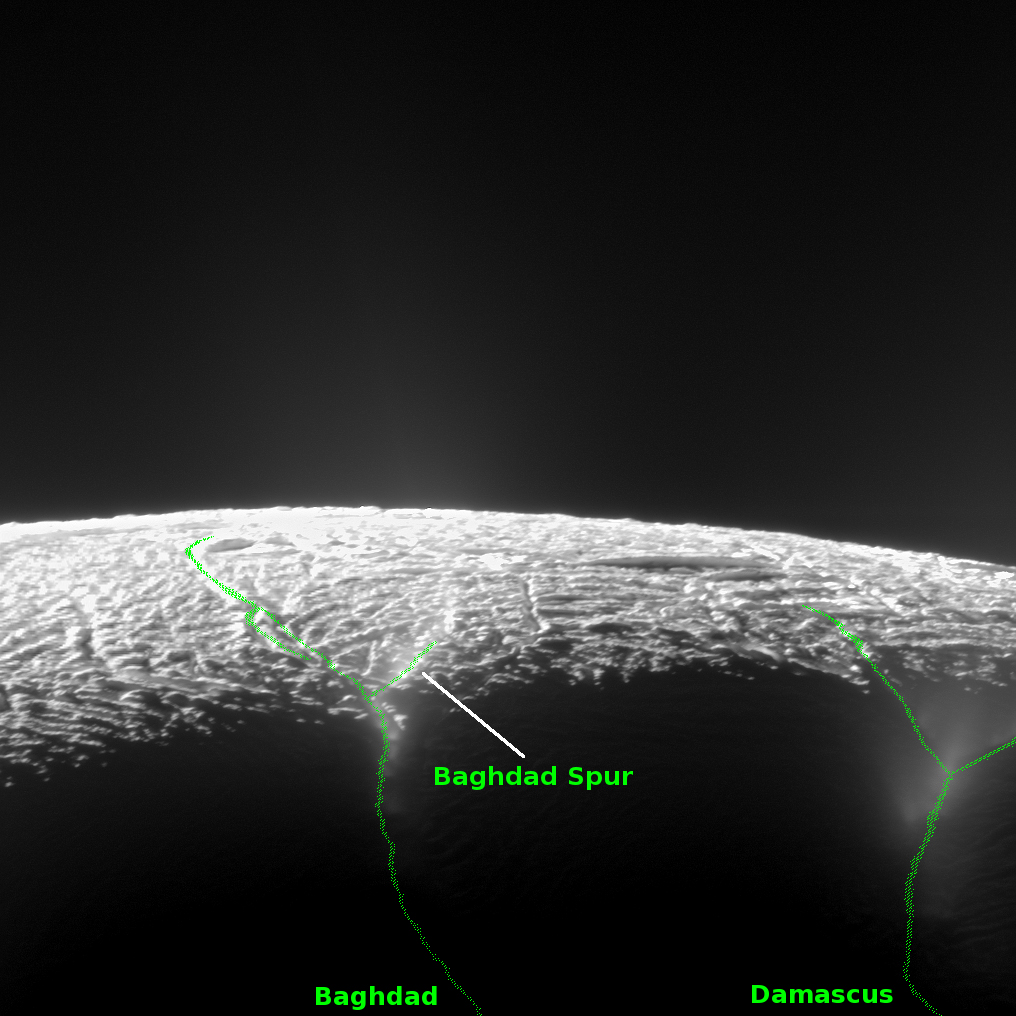
Enceladus - Polul Sud - Bazin de gheizere (10 august 2014).

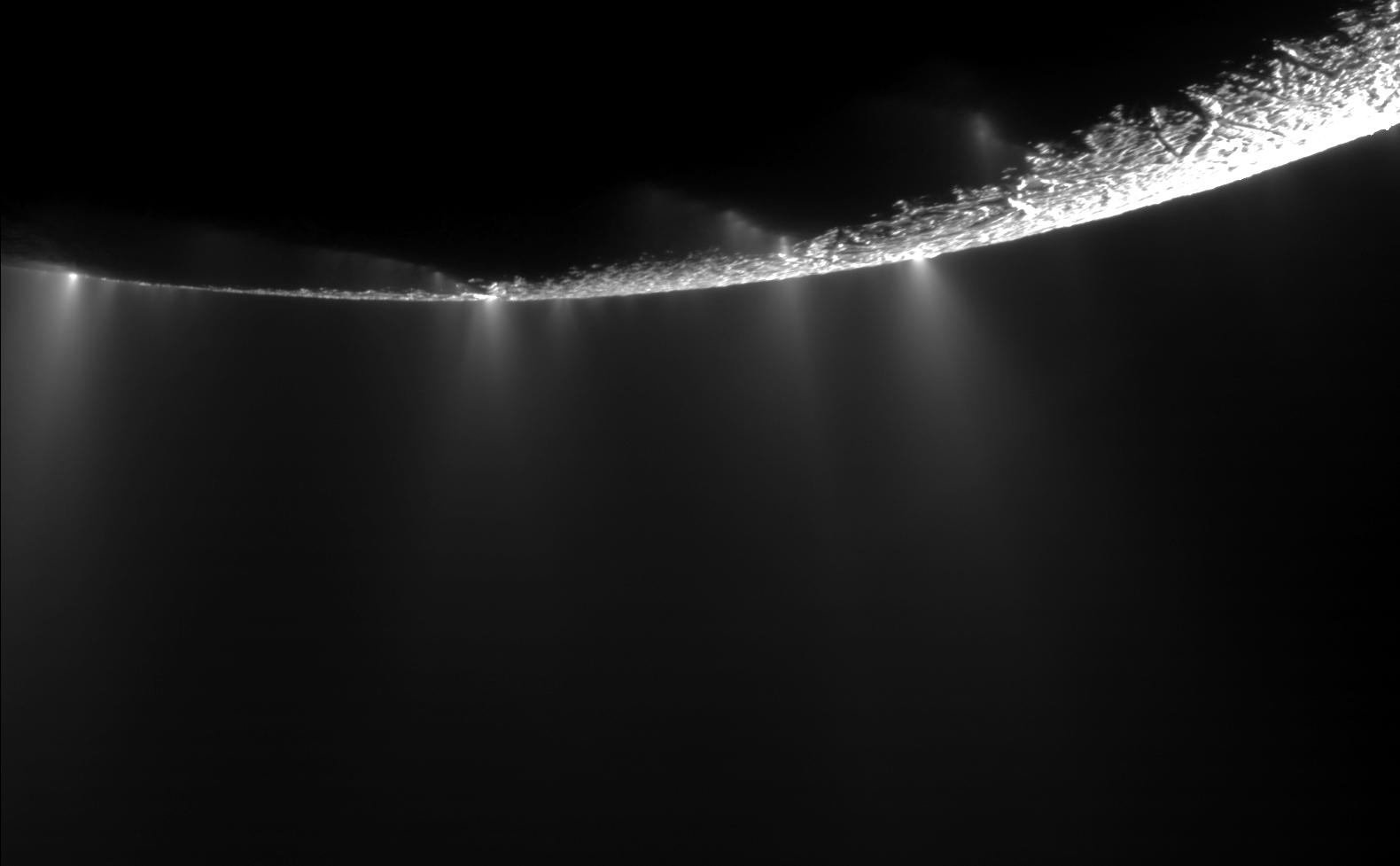
Enceladus - Polul Sud - Gheizerele pulverizează apă din multe locații de-a lungul „dungilor de tigru”.

Observațiile efectuate de Cassini în timpul zborului din 14 iulie 2005 au dezvăluit o regiune criovulcanic activă pe Enceladus, centrată pe regiunea dungilor de tigru. Instrumentul CIRS a arătat că întreaga regiune a dungilor de tigru (la sud de 70° latitudine sudică) este mai caldă decât s-ar aștepta dacă regiunea ar fi încălzită numai de lumina soarelui.  Observațiile cu rezoluție mai mare au arătat că cel mai fierbinte material din apropierea polului sud al lui Enceladus este situat în fracturile dungilor de tigru. Temperaturile de culoare între 113-157 kelvin au fost obținute din datele CIRS, semnificativ mai calde decât cei 68 kelvin așteptați pentru această regiune a lui Enceladus.
Datele de la ISS, Ion and Neutral Mass Spectrometer (INMS), Cosmic Dust Analyzer (CDA) și instrumentele CIRS arată că un val de vapori de apă și gheață, metan, dioxid de carbon și azot emană dintr-o serie de jeturi situate în interiorul dungilor de tigrulu.   Cantitatea de material din interiorul penei sugerează că pana este generată dintr-un corp de apă lichidă aproape de suprafață. Peste 100 de gheizere au fost identificate pe Enceladus. 

Alternativ, Kieffer et al. (2006) sugerează că gheizerele lui Enceladus provin din hidrați de clatrați, unde dioxidul de carbon, metanul și azotul sunt eliberați atunci când sunt expuse la vidul spațiului de fracturi. 
|                                                        |
| O schemă posibilă pentru criovulcanismul lui Enceladus |

|                                                                         |
| Posibile origini ale metanului găsit în penele din oceanul său subteran |

|                                            |
| Compoziția chimică a penelor lui Enceladus |

## Relația cu inelul E al lui Saturn
S-a dovedit a fi sursa materialului din Inelul E, penele de pe satelitul Enceladus, care pare a fi asemănător din punct de vedere chimic cu cometele.  Inelul E este cel mai larg și cel mai exterior inel al lui Saturn (cu excepția inelului Phoebe subțire). Este un disc extrem de larg, dar difuz, de material microscopic de gheață sau praf. Inelul E este distribuit între orbitele lui Mimas și Titan. 
Numeroase modele matematice arată că acest inel este instabil, cu o durată de viață cuprinsă între 10.000 și 1.000.000 de ani, prin urmare, particulele care îl compun trebuie reînnoite în mod constant.  Enceladus orbitează în interiorul acestui inel, într-un loc unde este cel mai îngust, dar prezent în cea mai mare densitate, ridicând suspiciuni încă din anii 1980 că Enceladus este principala sursă de particule pentru inelul E.   Această ipoteză a fost confirmată de primele două zboruri apropiate ale lui Cassini în 2005.  

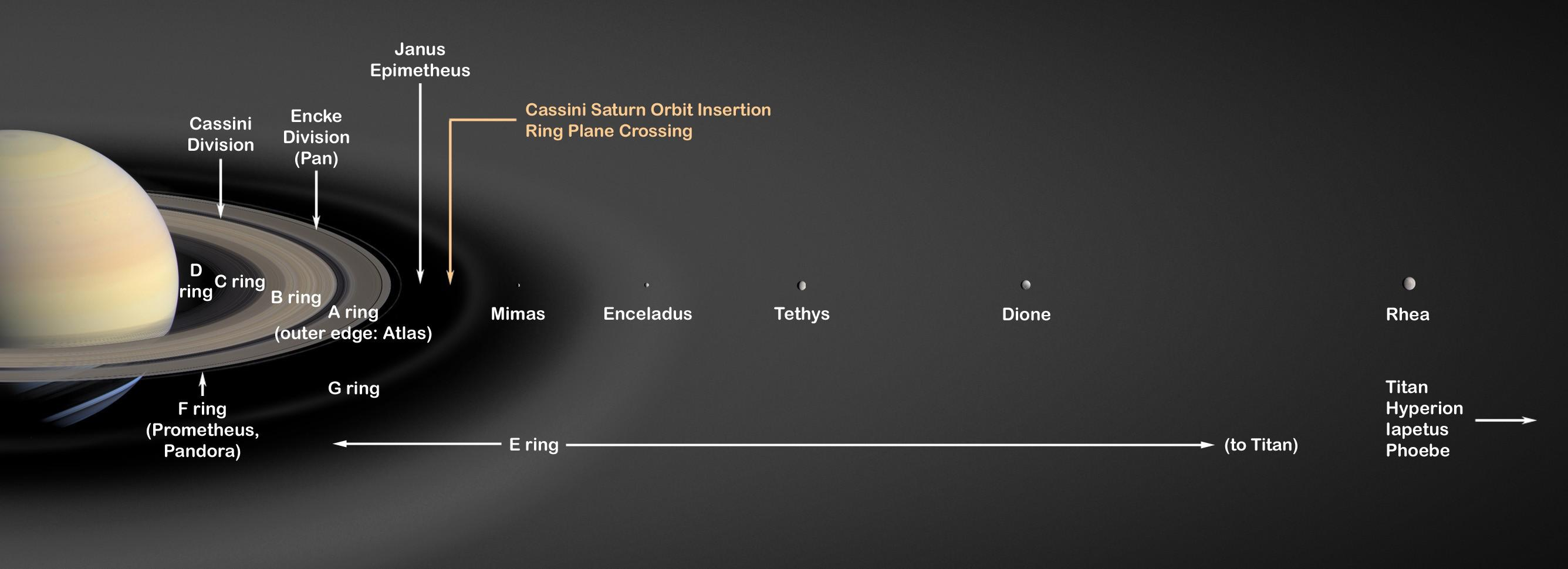
Vedere a orbitei lui Enceladus din lateral, arătându-l pe Enceladus în relație cu inelul E al lui Saturn

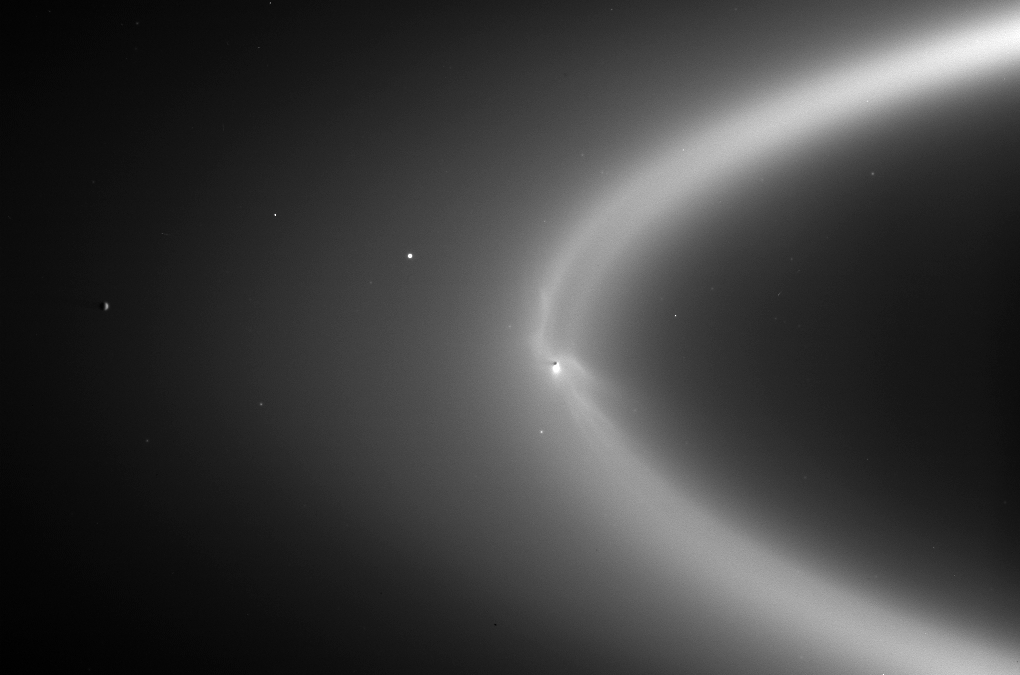
Enceladus orbitând în inelul E al lui Saturn
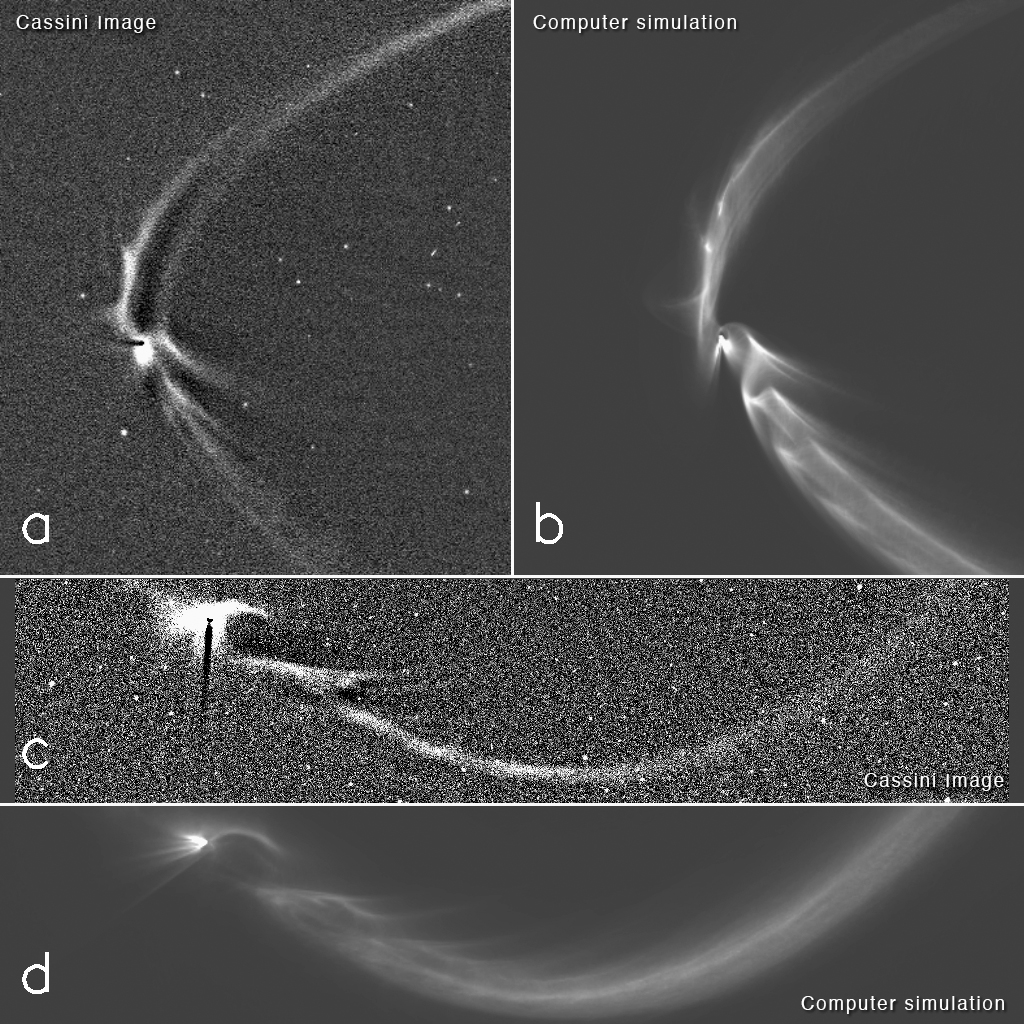
Aglomerările de la gheizerele lui Enceladus - comparația imaginilor ("a";"c") cu simulări de pe calculator
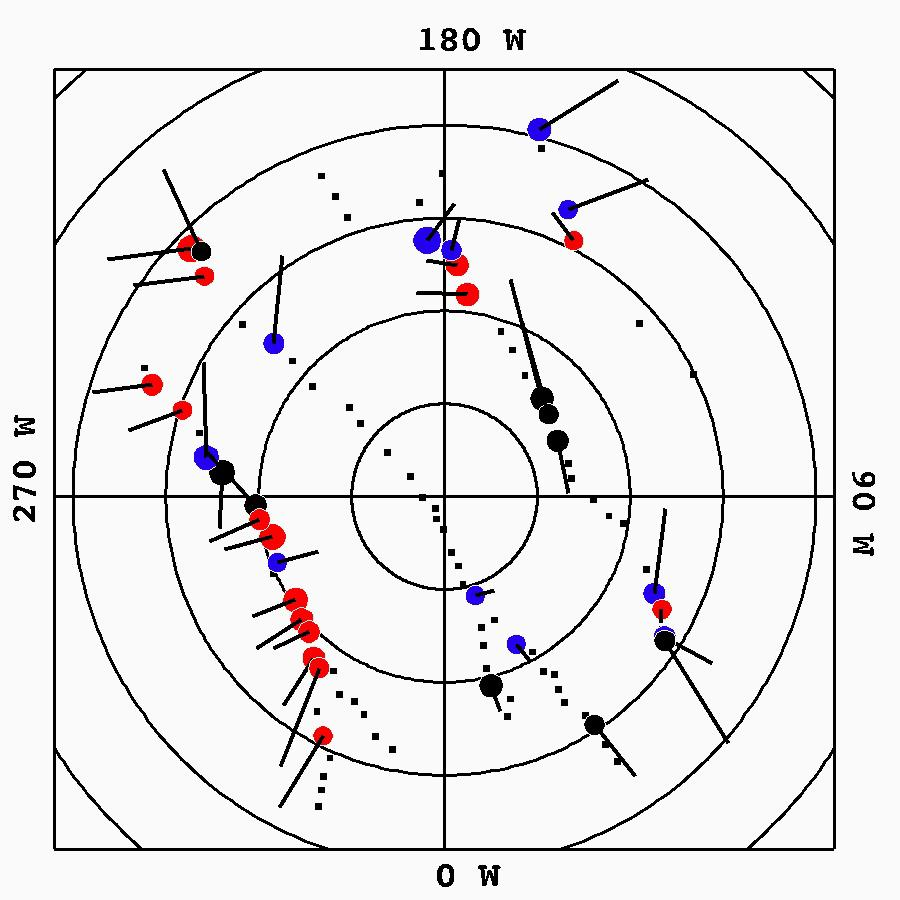
Regiunea polară de sud a lui Enceladus - locații ale celor mai active gheizere producătoare de aglomerații

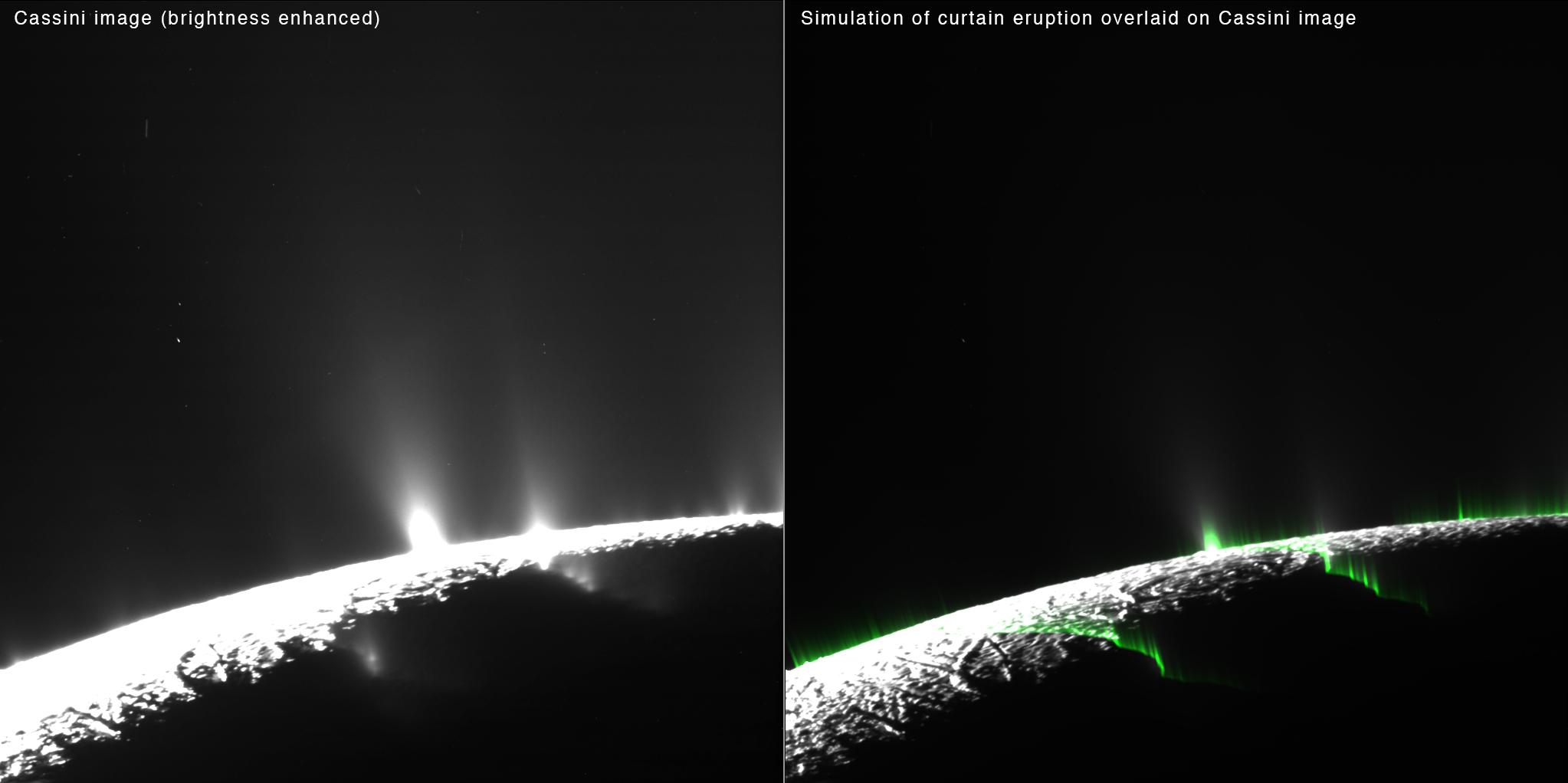
Erupțiile de pe Enceladus arată ca niște jeturi discrete, dar pot fi în schimb „erupții perdea”. (animație video)